# 박지철
박지철(朴志喆, 1975년 4월 13일~)은 대한민국의 야구 선수, 지도자이다. 선수 시절 한국프로야구 롯데 자이언츠, LG 트윈스에서 투수로 뛰었으며 현재는 부산 신정중학교 야구부 감독을 맡고 있다.

## 롯데 자이언츠 시절
동래고등학교를 졸업하고 1994년 롯데 자이언츠에 신고선수로 입단하였다. 1995년 한국시리즈에 2경기 등판하였다. 1997년 14승(8구원승) 5패 7세이브, 2.45의 방어율을 기록했으나, 이듬해에는 시즌 전 오른발 뒤꿈치 부상을 당한 충격 탓인지  단 2승(모두 구원)에 그치면서 부진에 빠졌고 1999년에는 재활군에 머물렀다. 2001년 13승(모두 선발) 7패로 데뷔 후 두 번째(두자릿수 선발승으로 치자면 첫 번째)로 두자리 승수를 기록하면서 손민한과 함께 팀의 원투펀치를 이루었다. 2002년에는 부상으로 5경기 출장에 그쳤고, 2003년 4월 6일 수원 현대전에서는 심정수의 얼굴을 맞혀 KBO로부터 제재를 받기도 했다. 이 사건 이후 심정수는 현대 유니콘스에서 당시 프런트를 맡고 있었던 염경엽의 제안을 받아 이 때부터 얼굴보호 헬멧(일명 검투사 헬멧)을 사용하게 된다. 4월 20일 대전 한화전에 선발 투수로 등판해 6회 2사까지 무실점 호투로 팀을 개막 12연패 뒤 첫 승을 선사했으며, 이후 그는 롯데 자이언츠가 연패에 빠질 때마다 호투하면서 팀을 연패에서 구해 냈다. 하지만 어깨 부상이 그의 발목을 잡게 된다.

## LG 트윈스 시절
2007년 시즌 후 롯데 자이언츠에서 방출되었고, 1년 간의 휴식기를 가진 후 2009년 LG 트윈스에 이적했지만 1군 기회가 주어지지 않았다. 2009년 8월 23일 서승화가 이병규를 폭행한 사건이 드러나 시즌 아웃되자 서승화를 대신하여 1군에 올라왔다. 하지만 친정 팀과 맞붙었던 경기에서 2와 1/3이닝 동안 4안타 3실점 하며 패전 투수가 되었고, 1군 3경기에 등판해 2패 평균자책 13.50에 그친 채 8월 30일 대전 한화전을 끝으로 다시 2군으로 내려갔다. 시즌 후 방출되어 현역에서 물러났다.

## 은퇴 후
2010년에 창단한 부산 신정중학교 야구부의 감독으로 부임하여 후진 양성에 힘쓰고 있다.

## 등번호
- 45(1994년 ~ 2007년)
- 46(2009년)

## 출신학교
- 동삼초등학교
- 부산토성중학교
- 동래고등학교
- 신라대학교 교육대학원